# Хармсдорф (Лауенбург)
Хармсдорф (њем. Harmsdorf) општина је у њемачкој савезној држави Шлезвиг-Холштајн. Једно је од 131 општинског средишта округа Херцогтум Лауенбург. Према процјени из 2010. у општини је живјело 262 становника. Посједује регионалну шифру (AGS) 1053051.

## Географски и демографски подаци
Хармсдорф се налази у савезној држави Шлезвиг-Холштајн у округу Херцогтум Лауенбург. Општина се налази на надморској висини од 32 метра. Површина општине износи 3,6 km². У самом мјесту је, према процјени из 2010. године, живјело 262 становника. Просјечна густина становништва износи 73 становника/km².